# Deltote fuscicilia
Deltote fuscicilia is een vlinder van de familie van de uilen (Noctuidae). De wetenschappelijke naam van deze soort is voor het eerst voorgesteld als Acontia fuscicilia door George Francis Hampson in een publicatie uit 1891.
De soort komt voor in India (Tamil Nadu).